# Operazione RJaN
Operazione RJaN (in russo Операция РЯН, dove РЯН (traslitterato dall'alfabeto cirillico con RJaN o RYAN) è l'acronimo per Ракетно-Ядерное Нападение, in italiano Attacco missilistico nucleare) fu il nome dato dall'establishment dei servizi segreti sovietici a un programma di politica estera intento a ostacolare un ipotetico primo colpo nucleare da parte degli Stati Uniti d'America a danno dell'Unione Sovietica.
Il programma ebbe corso tra il 1981 e il 1984, come operazione congiunta del KGB e del GRU.

## Storia

### Contesto
I presupposti storici alla creazione del programma vanno ricercati nel clima di tensione che si venne a creare tra le due superpotenze nel corso degli anni settanta. L'accumulo di armi sempre più potenti, capaci di annientare la controparte in un tempo molto breve, era stato il presupposto alla teoria del primo colpo nucleare, secondo la quale la potenza nucleare che avesse sferrato il primo attacco, avrebbe provocato un indebolimento della capacità offensiva dell'avversario e sopravvivere a una guerra nucleare, e quindi sopraffare lo schieramento nemico.
Tale tensione si aggravò all'annuncio, da parte dell'amministrazione Reagan, del dispiegamento di missili balistici a medio raggio MGM-31 Pershing in Germania Ovest. Questi missili erano installati su veicoli per il trasporto su strada, rendendoli estremamente difficili da localizzare; inoltre, installati nel cuore dell'Europa, tali missili avrebbero potuto colpire il territorio sovietico e la capitale Mosca in pochi minuti (da 4 a 6 minuti per raggiungere la parte occidentale della Russia europea e da 6 a 8 minuti per Mosca).
Altri episodi contribuirono ad alimentare la tensione: il 23 marzo 1983 Ronald Reagan annunciò pubblicamente lo sviluppo del programma di Iniziativa di Difesa Strategica (SDI), finalizzato alla realizzazione di un sistema difensivo con basi al suolo e nello spazio; rendendo gli Stati Uniti invulnerabili a una risposta sovietica a un eventuale primo colpo nucleare e vanificando il deterrente della distruzione mutua assicurata.
L'abbattimento del volo KAL 007 del 1º settembre 1983 da parte dell'aeronautica militare sovietica e l'esercitazione della NATO nota come Able Archer 83 portarono la crisi (definita poi come allarme nucleare del 1983) ai massimi livelli.

### Avvio del programma

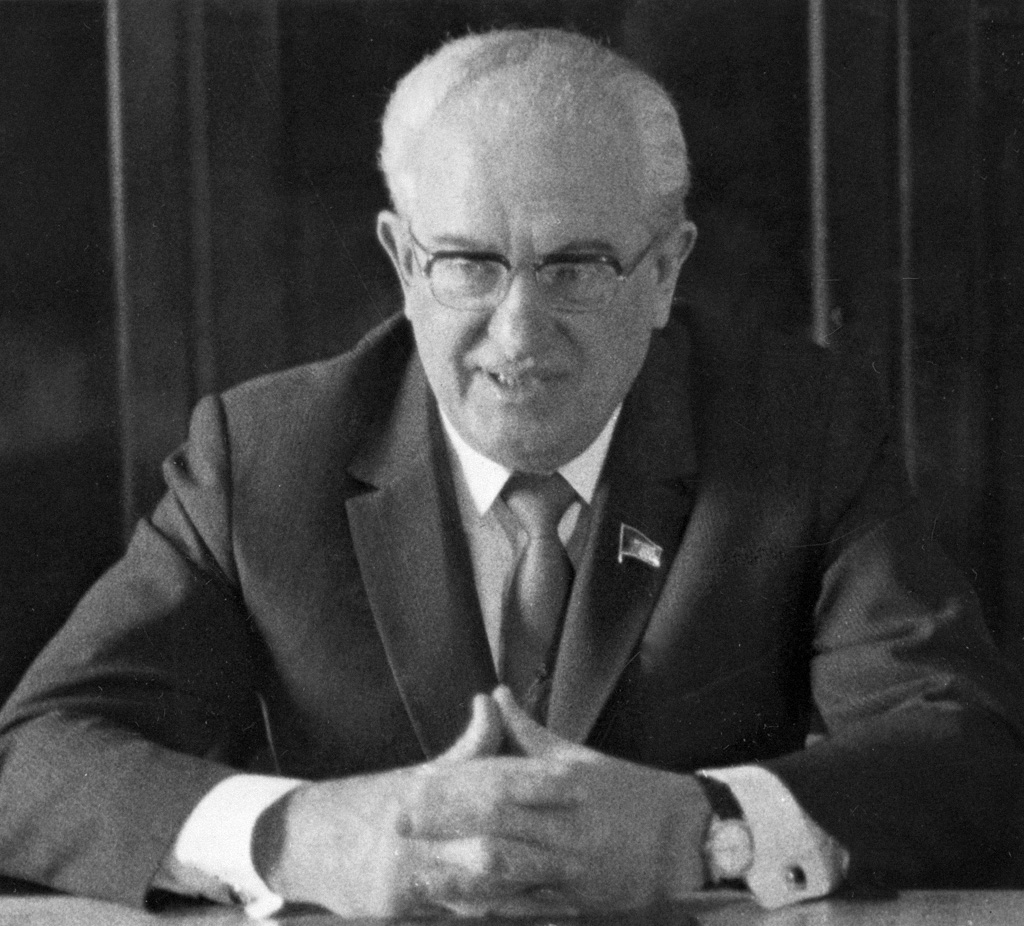
L'allora direttore del KGB Jurij Andropov fu il principale sostenitore dell'operazione

L'operazione fu lanciata nel maggio 1981 al termine di una riunione del Politburo del Comitato Centrale del PCUS con alti ufficiali del KGB, persuasi che il primo colpo nucleare statunitense fosse imminente. Alla riunione, a cui aveva partecipato anche il Segretario generale del Comitato centrale del PCUS Leonid Brežnev e il direttore del KGB Jurij Vladimirovič Andropov, si annunciò che gli Stati Uniti stessero preparando un attacco nucleare contro l'Unione Sovietica. Andropov propose e si fece promotore dell'operazione RJaN, congiungendo le forze del KGB e del GRU, al fine di monitorare i movimenti e le attività statunitensi in qualsiasi modo collegate a un ipotetico attacco missilistico nucleare.
L'obiettivo dell'operazione consisteva nel monitorare indicazioni e allertare i servizi segreti sovietici circa un'eventuale preparazione a un attacco nucleare a sorpresa da parte statunitense verso l'URSS e i suoi alleati. I mezzi messi a disposizione dell'operazione erano satelliti spia, sistemi di intercettazione, e agenti di spionaggio sparsi in Europa e Nord America. RJaN divenne presto la più grande e complessa operazione di raccolta di informazioni della storia sovietica: praticamente ogni agente del KGB nel mondo ricevette precise istruzioni per monitorare l'attività di chiunque avesse la facoltà di ordinare l'inizio di un attacco missilistico nucleare, nonché tutti i responsabili del lancio di missili balistici e da crociera, e coloro aventi accesso ai centri di comando dell'aeronautica militare degli Stati Uniti. Oltre alle forze del KGB, l'operazione RJaN interessò anche gli alleati del Patto di Varsavia, e in particolar modo la Hauptverwaltung Aufklärung della DDR, guidata da Markus Wolf, considerata tra le migliori e affidabili dell'alleanza.

### Termine del programma
Il programma fu fortemente ridimensionato nel 1984 con la morte dei suoi principali sostenitori, Jurij Andropov, che nel frattempo era succeduto a Brežnev come segretario generale del PCUS, e il ministro della difesa Dmitrij Fëdorovič Ustinov.
Fino a ora le uniche indicazioni dell'esistenza dell'operazione RJaN sono state fornite dalle dichiarazioni rilasciate da Oleg Gordievskij, ex colonnello e agente del KGB, nonché doppio-giochista a favore del servizio segreto britannico dal 1974 al 1985. Successivamente altri due ex ufficiali del KGB, Oleg Kalugin e Jurij Švec, confermarono tali informazioni. Né i servizi segreti, né tantomeno il governo russo hanno mai confermato l'esistenza di RJaN.